# Pseudomma truncatum
Pseudomma truncatum är en kräftdjursart som beskrevs av Sidney Irving Smith 1879. Pseudomma truncatum ingår i släktet Pseudomma och familjen Mysidae. Inga underarter finns listade i Catalogue of Life.